# Kasteel van Moerbeke
Het Kasteel van Moerbeke (Frans: Château de Morbecque) is een kasteel in de gemeente Moerbeke in het Franse Noorderdepartement.

## Geschiedenis
Moerbeke is mogelijk al sinds de 10e eeuw een heerlijkheid, maar de eerste heer werd vermeld in 1278. Dat was Walter van Reninge. Omstreeks die tijd werd een mottekasteel opgericht. In de 14e eeuw kwam de heerlijkheid aan een tak van het geslacht Van Sint-Omaars
die zich: "Van Sint-Omaars geseyt Morbeke" (de Saint-Omer Morbecque) ging noemen. In 1328 werd het kasteel aangevallen door de hertog van Normandië Filips VI van Frankrijk tijdens een strafexpeditie en na een 8 uur gedurige belegering gaf de bezetting van het kasteel zich over. De kasteelheer Willem van Sint-Omaars Moerbeke en heel zijn familie werden hierna vermoord; behalve zijn jongste zoon Denis die gespaard bleef. Denis van Sint-Omaars Moerbeke vluchtte naar Engeland en kwam later terug als strijder in het leger van de Prins van Wales. In deze episode van de Honderdjarige Oorlog nam hij koning Jan II van Frankrijk gevangen, verkocht hem tegen een fors bedrag aan de Engelsen welke hem -met een flinke winst- weer aan de Fransen deden toekomen. Later werd het kasteel geleidelijk van een militair fort tot een renaissancewoning omgebouwd.
In 1617 stierf Robrecht van Sint-Omaars kinderloos en werd hij opgevolgd door Frans van Montmorency. In 1619 werd de heerlijkheid tot graafschap verheven en in 1629 tot markgraafschap. Achtereenvolgens kwamen Jan en Eugène toen aan de macht, maar de laatste protesteerde tegen de inlijving door Frankrijk en ging in Brussel wonen. Toen werden zijn bezittingen in Frankrijk verbeurd verklaard, maar zijn zoon, Filips-Albert, koos de zijde van Frankrijk en kreeg zijn bezit weer terug. Uiteindelijk kwam de heerlijkheid aan Anne-Louis van Montmorency (1724-1812), die maar liefst heer van 99 heerlijkheden was maar deze tijdens de Franse Revolutie kwijt raakte. Hij vluchtte uiteindelijk om na de omwenteling naar Frankrijk terug te keren, waar hij ook zijn goederen terug kreeg. Het kasteel was echter verwoest, en hij vestigde zich in Parijs.
Hij stierf kinderloos en liet het kasteel na aan Albert-Marie, graaf Imbert de la Basècque. Deze liet een nieuw, het huidige, kasteel bouwen in empirestijl, op de plaats van het vroegere neerhof. Vervolgens ging het meermaals in andere handen over.
De laatste twee eigenaressen hadden niet meer de middelen om het kasteel te onderhouden. Het raakte in verval, werd aan een particulier verkocht die het in 2015 liet restaureren. Er werd een hotel in gevestigd.
Het kasteel is gelegen in een park van 5 ha, de gracht om het oorspronkelijke kasteel bleef bewaard en ook de stenen brug over de gracht is nog gedeeltelijk aanwezig.